# 演歌のメッセージ
『演歌のメッセージ』（えんかのメッセージ）は、テレサ・テンの日本での3枚目のカバー・アルバムである。1980年7月1日にポリドール・レコードからLP盤（レコード品番：MX 1004/28MX 1004）形式でリリースされた。全12曲収録。
ディスクジャケット帯のキャッチコピーは「テレサ・テン待望のニュー・アルバム」。

## 概要
本作は「舟唄」・「大阪しぐれ」・「すきま風」・「雨の慕情」・「別れても好きな人」など日本の名曲を全曲カバーしたコンピレーション・アルバム。佐々木幸男がプロデューサー、福住哲弥がディレクター、近藤信治がジャケット撮影を務めている。
2006年4月12日にユニバーサル ミュージックより初CD化（規格品番：UPCY-6135）された。

## 批評
CDジャーナルは、「八代亜紀の「舟歌」や都はるみの「大阪しぐれ」などをカヴァー。艶やかで柔らかな歌唱で全12曲が楽しめる。」と評した。

## 収録曲
| #         | タイトル                 | 作詞         | 作曲         | 編曲      | 時間  |
| --------- | ------------------------ | ------------ | ------------ | --------- | ----- |
| A1.       | 「舟唄」                 | 阿久悠       | 浜圭介       | 伊部晴美  | 3:49  |
| A2.       | 「大阪しぐれ」           | 吉岡治       | 市川昭介     | 山田年秋  | 3:51  |
| A3.       | 「すきま風」             | いではく     | 遠藤実       | 伊部晴美  | 3:20  |
| A4.       | 「雨の慕情」             | 阿久悠       | 浜圭介       | 山田年秋  | 3:18  |
| A5.       | 「みちづれ」             | 水木かおる   | 遠藤実       | 早川博二  | 3:57  |
| A6.       | 「おまえとふたり」       | たかたかし   | 木村好夫     | 伊部晴美  | 3:22  |
| B1.       | 「別れても好きな人」     | 佐々木勉     | 佐々木勉     | 伊部晴美  | 3:14  |
| B2.       | 「夢追い酒'」            | 星野栄一     | 遠藤実       | 伊部晴美  | 3:47  |
| B3.       | 「とまり木」             | たきのえいじ | たきのえいじ | 伊部晴美  | 3:32  |
| B4.       | 「よせばいいのに」       | 三浦弘       | 三浦弘       | 伊部晴美  | 3:47  |
| B5.       | 「そんな女のひとりごと」 | 木未野奈     | 徳久広司     | 伊部晴美  | 3:43  |
| B6.       | 「夫婦きどり」           | 水木かおる   | 遠藤実       | 早川博二  | 3:31  |
| 合計時間: | 合計時間:                | 合計時間:    | 合計時間:    | 合計時間: | 43:11 |